# ラブライブ!サンシャイン!! Aqours 2nd LoveLive! HAPPY PARTY TRAIN TOUR
『ラブライブ！サンシャイン!! Aqours 2nd LoveLive! HAPPY PARTY TRAIN TOUR』（ラブライブ サンシャイン アクア　セカンド ラブライブ ハッピー パーティー トレイン ツアー）は、2018年4月25日に発売されたAqoursの映像作品。
3rdシングル『「HAPPY PARTY TRAIN』の発表と同時期に、2017年8月から9月まで開催されたAqoursの2ndライブツアー『ラブライブ！サンシャイン!! Aqours 2nd LoveLive! HAPPY PARTY TRAIN TOUR』の、9月29日・30日に行われた西武ドーム（メットライフドーム、2022年よりベルーナドームに改称、以下「西武ドーム」もしくは「メットライフドーム」と表記）での最終公演の模様を収録する。
本項では収録されたライブツアー、および関連イベントについても記述する。

## 概要

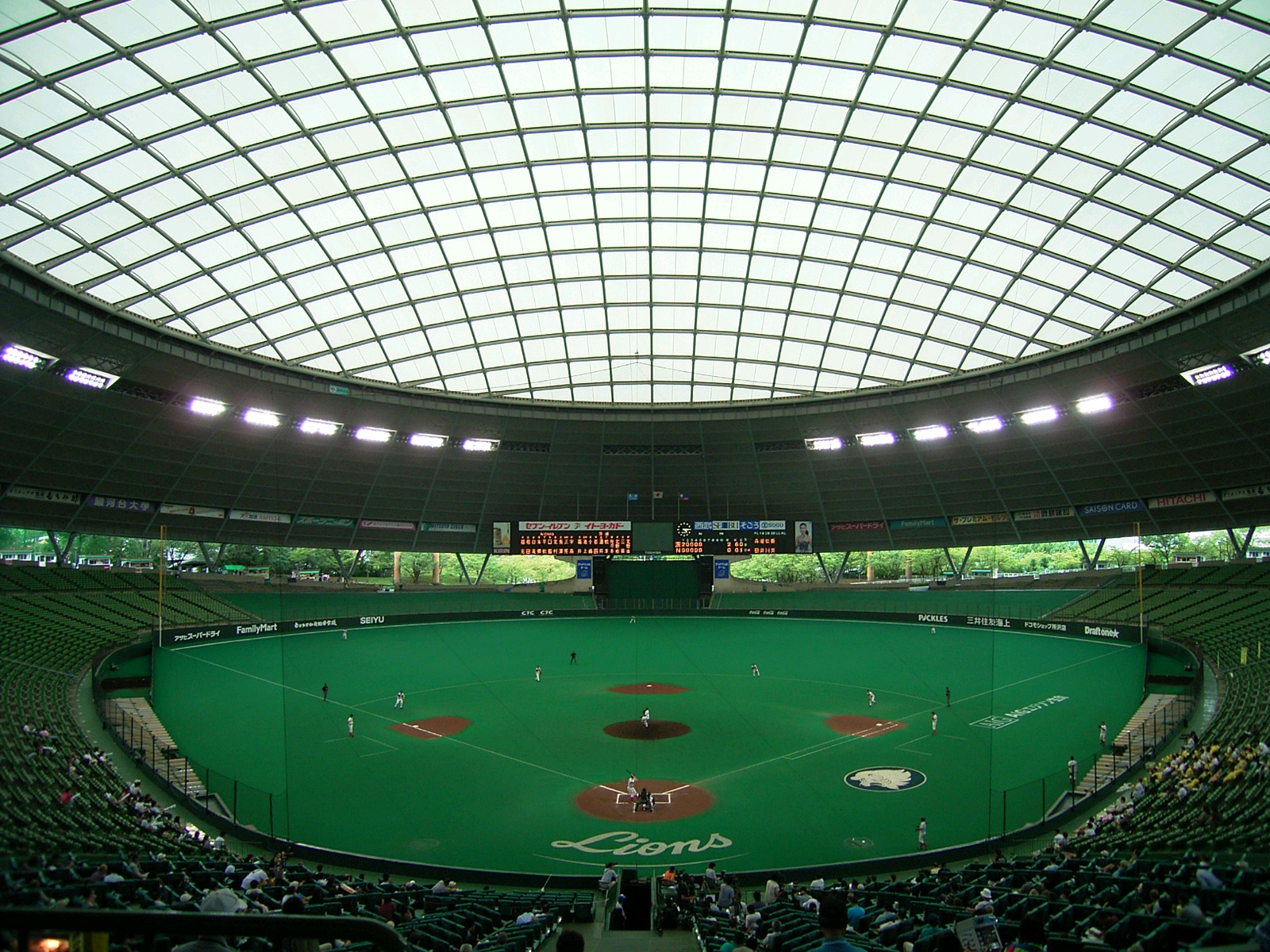
最終公演の開催会場となった西武ドーム

Aqours2枚目の映像作品。1月26日に配信されたニコ生「ラブライブ！サンシャイン!! Aqours浦の星女学院生放送!!! 〜CYaRon!だよ！いち、に、のサンシャイン!!〜」内で、Blu-rayとDVDでの発売決定が発表された。
9月29日分のみを収録した「Day 1」と、9月30日分のみを収録した「Day 2」がDVDとBlu-rayで発売するほか、Blu-rayのみを両日分を収録した「Blu-ray Memorial BOX」が発売される。
本ライブでは、楽曲にちなんで、蒸気機関車のモックアップが使用された。このモックアップはライブ終了後、伊豆箱根鉄道駿豆線修善寺駅に展示された後、2019年7月11日にプラザヴェルデに移設し、展示されている。
「Memorial BOX」には2枚組の特典ディスクが付属し、前作に引き続き舞台裏メイキング映像、幕間映像が収録されるとともに、名古屋・神戸公演のみで披露された楽曲のダイジェストが収録される。その幕間映像でμ'sとAqoursが共演する映像が流れた。なお、東京ゲームショウ2017では、伊波、高坂穂乃果役の新田恵海、虹ヶ咲学園スクールアイドル同好会の初期メンバーと共演したが、ほかのメンバーとは初めて共演した。

## チャート成績
4月24日付のオリコンBD総合デイリーランキングで「Memorial BOX」が3位、BD音楽デイリーランキングで2位にランクイン。翌日の4月25日付ではそれぞれ2位、1位にランクアップ。5月7日付のオリコン週間ランキングでは、音楽BD週間ランキングで「Memorial BOX」が初動2.6万枚を売り上げ2位にランクインした。

## 収録内容

### 本編（Day1）

#### Disc 1
1. Opening Animation
2. HAPPY PARTY TRAIN
3. 届かない星だとしても
4. 少女以上の恋がしたい
5. 夏への扉 Never end ver. - 桜内梨子（逢田梨香子）、国木田花丸（高槻かなこ)、小原鞠莉（鈴木愛奈）
6. 真夏は誰のモノ? - 黒澤ダイヤ（小宮有紗）、黒澤ルビィ（降幡愛）
7. 地元愛♡満タン☆サマーライフ - 渡辺曜（斉藤朱夏）、津島善子（小林愛香）
8. 夏の終わりの雨音が - 高海千歌（伊波杏樹）、松浦果南（諏訪ななか）
9. 未熟DREAMER
10. 恋になりたいAQUARIUM
11. Daydream Warrior
12. スリリング・ワンウェイ

#### Disc 2
1. P.S.の向こう側 - CYaRon！
2. LONELY TUNING - AZALEA
3. Guilty Eyes Fever - Guilty Kiss
4. 青空Jumping Heart
5. SKY JOURNEY
6. MIRAI TICKET
7. 君のこころは輝いてるかい?
8. Encore Animation
9. サンシャインぴっかぴか音頭
10. 太陽を追いかけろ！
11. ユメ語るよりユメ歌おう

### 本編（Day2）

#### Disc 3
1. Opening Animation
2. HAPPY PARTY TRAIN
3. Pops heartで踊るんだもん！
4. 少女以上の恋がしたい
5. 夏への扉 Never end ver. - 桜内梨子（逢田梨香子）、国木田花丸（高槻かなこ)、小原鞠莉（鈴木愛奈）
6. 真夏は誰のモノ? - 黒澤ダイヤ（小宮有紗）、黒澤ルビィ（降幡愛）
7. 地元愛♡満タン☆サマーライフ - 渡辺曜（斉藤朱夏）、津島善子（小林愛香）
8. 夏の終わりの雨音が - 高海千歌（伊波杏樹）、松浦果南（諏訪ななか）
9. 未熟DREAMER
10. 恋になりたいAQUARIUM
11. Daydream Warrior
12. スリリング・ワンウェイ

#### Disc 4
1. 近未来ハッピーエンド - CYaRon！
2. GALAXY HidE and SeeK - AZALEA
3. コワレヤスキ - Guilty Kiss
4. 青空Jumping Heart
5. SKY JOURNEY
6. MIRAI TICKET
7. 君のこころは輝いてるかい?
8. Encore Animation
9. サンシャインぴっかぴか音頭
10. 太陽を追いかけろ！
11. Landing action Yeah!!

### 特典ディスク

#### Disc 5
1. 空も心も晴れるから - 高海千歌（伊波杏樹）、桜内梨子（逢田梨香子）、渡辺曜（斉藤朱夏）
2. Waku-Waku-Week! - 津島善子（小林愛香）、国木田花丸（高槻かなこ）、黒澤ルビィ（降幡愛）
3. G線上のシンデレラ - 松浦果南（諏訪ななか）、黒澤ダイヤ（小宮有紗）、小原鞠莉（鈴木愛奈）
4. 近未来ハッピーエンド - CYaRon！
5. 海岸通りで待ってるよ - CYaRon！
6. GALAXY HidE and SeeK - AZALEA
7. INNOCENT BIRD - AZALEA
8. コワレヤスキ - Guilty Kiss
9. Shadow gate to love - Guilty Kiss

#### Disc 6
1. 名古屋 幕間映像1
2. 名古屋 幕間映像2
3. 神戸 幕間映像1
4. 神戸 幕間映像2
5. 埼玉 幕間映像1
6. 埼玉 幕間映像2
7. Making of LoveLive! Sunshine!! Aqours 2nd LoveLive! HAPPY PARTY TRAIN TOUR

## ライブツアー
Aqoursの2ndライブで、ラブライブとしては初のツアー形式となった。計6公演で約13万人を動員。特に最終公演となったメットライフドーム公演では、声優アーティストのツアー公演としては過去最多の8万人を動員し、同時開催されたライブビューイングと合わせてのべ10万人を動員したことが、10月2日放送『ZIP!』」内のAqours特集で発表された。
|        | 開催日   | 開演時間 | 会場                                              |
| 2017年 | 2017年   | 2017年   | 2017年                                            |
| ------ | -------- | -------- | ------------------------------------------------- |
| 1      | 08月05日 | 018:00   | 名古屋市総合体育館 （日本ガイシホール）           |
| 1      | 08月06日 | 016:00   | 名古屋市総合体育館 （日本ガイシホール）           |
| 2      | 08月19日 | 018:00   | 神戸ポートアイランドホール （ワールド記念ホール） |
| 2      | 08月20日 | 016:00   | 神戸ポートアイランドホール （ワールド記念ホール） |
| 3      | 09月29日 | 017:00   | 西武ドーム （メットライフドーム）                 |
| 3      | 09月30日 | 017:00   | 西武ドーム （メットライフドーム）                 |

## 関連イベント

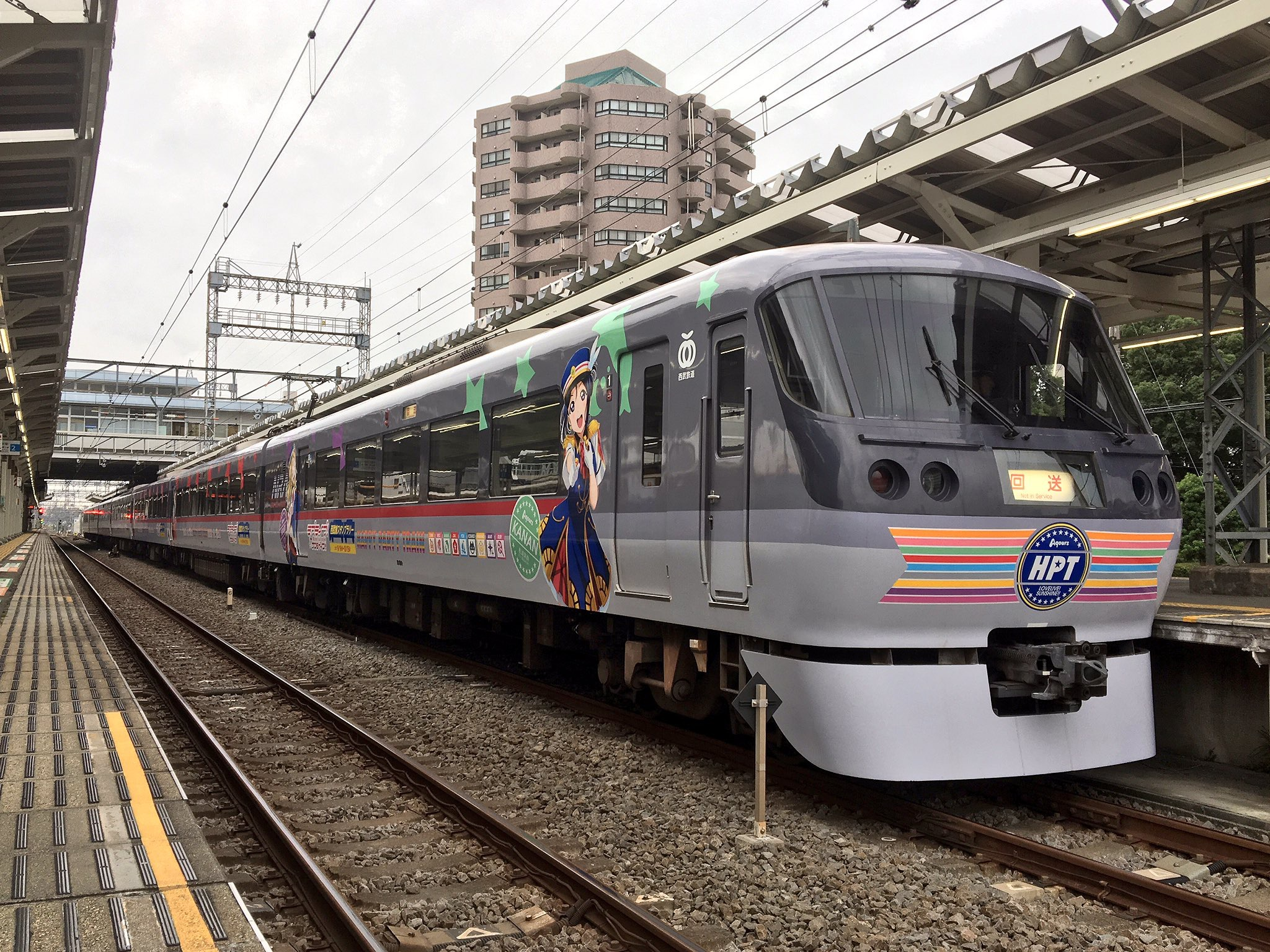
ラッピングされた10109編成
（回送列車 小手指駅）

西武鉄道では西武ドーム公演に関連して、西武池袋線・秩父線においてラッピング車両（小手指車両基地所属 10000系レッドアローを使用）の運行やスタンプラリーなどの関連イベントを実施した。またライブ開催当日と物販実施日となる前日9月28日には、この車両を使用した団体臨時列車も運転されている。
|                    | ← 飯能・西武球場前池袋・西武秩父 →    |                            |                            |                            |                            |                            |                                         |
| 号車番号           | 1号車                                 | 2号車                      | 3号車                      | 4号車                      | 5号車                      | 6号車                      | 7号車                                   |
| 配置されたメンバー | (飯能寄り)松浦果南 (池袋寄り)小原鞠莉 | 黒澤ダイヤ                 | 桜内梨子                   | 津島善子                   | 渡辺曜                     | 黒澤ルビィ                 | (飯能寄り)国木田花丸 (池袋寄り)高海千歌 |
| 補足               | 飯能駅で進行方向入れ替わり            | 飯能駅で進行方向入れ替わり | 飯能駅で進行方向入れ替わり | 飯能駅で進行方向入れ替わり | 飯能駅で進行方向入れ替わり | 飯能駅で進行方向入れ替わり | 飯能駅で進行方向入れ替わり              |